# Мунк, Герда
Герда Мунк (дат. Gerda Munck, 2 января 1901 — 24 декабря 1986) — датская фехтовальщица-рапиристка, чемпионка мира.

## Биография
Родилась в 1901 году в Коллинге. В 1932 году завоевала золотую медаль Международного первенства по фехтованию в Копенгагене, а на Олимпийских играх в Лос-Анджелесе заняла 7-е место.
В 1937 году Международная федерация фехтования задним числом признала чемпионатами мира все прошедшие ранее Международные первенства по фехтованию.